# کاراگای (جمهوری آلتای)
کاراگای (به لاتین: Karagay) یک منطقهٔ مسکونی در روسیه است که در جمهوری آلتای واقع شده‌است.